# Thessaloniki Challenger 1983
Il Thessaloniki Challenger 1983 è stato un torneo di tennis facente parte della categoria ATP Challenger Series nell'ambito dell'ATP Challenger Series 1983. Il torneo si è giocato a Salonicco in Grecia dal 12 al 18 settembre 1983 su campi in cemento.

## Vincitori

### Singolare
Horacio de la Peña ha battuto in finale  Rory Chappell con il punteggio di 5–7, 7–6, 7–5

### Doppio
Peter Bastiansen /  Michael Mortensen hanno battuto in finale  Mike Myburg /  Leo Palin con il punteggio di 7–6, 7–5